# Rollek
För andra betydelser, se Rollspel (olika betydelser).
| Rollek |
| --- |
| - Betydelse – fiktionslek, där deltagaren anammmar en viss roll - Varianter – omedvetet uppfylla en social roll eller medvetet leva ut en vald roll - Andra ord – roll-lek, rollspel (se även rollspel) |

En rollek (även roll-lek) eller rollspel är en typ av fiktionslek, där deltagarna går in i olika roller. Det handlar om att ändra sitt beteende genom att anamma en roll – antingen omedvetet för att uppfylla en social roll eller att medvetet leva ut en vald roll. Exempel på rollek är mamma-pappa-barn och leka affär. 
Rolleken kan definieras som en teknik eller en aktivitet. Den lekande personen tolkar en roll (verklig eller påhittad) i ett fiktivt sammanhang. Genom rollen utagerar personen fysiska eller symboliska handlingar, styrd av exempelvis en improviserad dialog, beskrivningar av fantasivärlden eller spelregler. I ett sexuellt rollspel är rollerna ofta kopplade till maktförskjutningar av typen BDSM.
En stor mängd tävlingsformer har utformats baserat på rollekskonceptet. De brukar benämnas rollspel och kan bland annat vara som levande rollspel, brädspel, på dator eller via Internet.
Inom psykologin och pedagogiken används rollekar på olika sätt. Det kan bland annat ske som ett psykoterapeutiskt rollspel respektive dramapedagogiskt rollspel.